# 本質的上限と本質的下限
数学における本質的上限（ほんしつてきじょうげん、英: essential supremum）と本質的下限（ほんしつてきかげん、英: essential infimum）の概念は、上限と下限の概念と関連するものであるが、測度論においては前者の方がより意義深いものとなる。なぜならば測度論においては、ある集合のすべての元に対しては有効ではないが、ほとんどすべての元に対して、すなわち測度 0 の集合に含まれないすべての元に対して有効となるような議論が行われるからである。
(X, Σ, μ) を測度空間とし、f: X → R を必ずしも可測ではない X 上の実数値函数とする。ある実数 a が f の上界であるとは、X 内のすべての x に対して f(x) ≤ a が成立すること、すなわち、集合
{x ∈ X  |  f(x) > a}
が空であることを言う。それと比べて、a が本質的上界であるとは、集合
{x ∈ X  |  f(x) > a}
が測度 0 の集合に含まれることを言う。すなわち、X 内のほとんどすべての x に対して f(x) ≤ a が成立することを言う。すると、最小の上界として f の上限が定義されるように、本質的上限は、最小の本質的上界として定義される。
より正式に言うと、f の本質的上限 ess sup f は、その本質的上界の集合 {a ∈ R } が空でないときには
ess sup f = inf {a ∈ R  |  μ({x  |  f(x) > a}) = 0}
で定義され、空であるときには ess sup f = ∞ で定義される。
全く同様に、本質的下限は最大の本質的下界として定義される。すなわち、本質的下界の集合が空でないときには
ess inf f = sup {b ∈ R  |  μ({x  |  f(x) < b}) = 0}
で定義され、空であるときには ess inf f = −∞ で定義される。

## 例
実数直線上のルベーグ測度と、それに対応する σ-代数 Σ を考える。函数 f を
{\displaystyle f(x)={\begin{cases}5,&{\text{if }}x=1\\-4,&{\text{if }}x=-1\\2,&{\text{ otherwise. }}\end{cases}}}
で定義する。この函数の上限（最大値）は 5 であり、下限（最小値）は −4 である。しかし、それらの値は測度ゼロの集合 {1} および {−1} の上でしか取られない。その他のすべての集合上では、この函数の値は 2 である。したがって、この函数の本質的上限と本質的下限は、ともに 2 である。
別の例として、次の函数
{\displaystyle f(x)={\begin{cases}x^{3},&{\text{if }}x\in \mathbb {Q} \\\arctan {x},&{\text{if }}x\in \mathbb {R} \backslash \mathbb {Q} \\\end{cases}}}
を考える。ここで Q は有理数の集合を表す。この函数は上下ともに非有界であるため、その上限と下限はそれぞれ ∞ と −∞ になる。しかし、ルベーグ測度の観点からすると、有理数の集合は測度 0 である。したがって、本当に重要なのはその集合の補集合上で起こっていることである。そこでの値は arctan x となっているため、この函数の本質的上限は π / 2 であり、本質的下限は −π / 2 である。
最後に、すべての実数 x に対して定義される函数 f(x) = x3 を考える。その本質的上限は ∞ であり、本質的下限は −∞ である。

## 性質
- inf f ≤ lim inf f ≤ ess inf f ≤ ess sup f ≤ lim sup f ≤ sup f
- ess sup (fg) ≤ (ess sup f)(ess sup g)（但し右辺の2つの項がいずれも非負であるとき）